# ملة تم (كوهمرة خامي)
ملة تم (بالفارسية: مله تم) هي قرية تقع في إيران في قسم كوهمرة خامي الريفي. يقدر عدد سكانها بـ 20 نسمة بحسب إحصاء 2016.